# Felix Reda
Felix Reda (narozen jako Julia Reda, 30. listopadu 1986, Bonn, Severní Porýní-Vestfálsko, Německo) je německý politik a mezi lety 2014 a 2019 europoslanec za Pirátskou stranu Německa a místopředseda v parlamentní skupině Zelení – EFA. Reda je také předsedou Mladých evropských pirátů.

## Životopis
Reda se již v 16 letech stal členem Německé sociálnědemokratické strany (SPD). Avšak kvůli postoji SPD vůči cenzurování obsahu na Internetu a obecnému zanedbávání internetových témat přešel v roce 2009 k Pirátské straně, protože Internet považuje za důležitou část svého života a podporu v jeho aktivismu. V roce 2011-2012 se účastnil organizace úspěšných protestů proti mezinárodní dohodě ACTA.
Mezi lety 2010 a 2012 byl předsedou Mladých pirátů Německa. Aby více přiblížil práci pirátských europoslanců mladým lidem, organizoval cesty Mladých pirátů do Evropského parlamentu. Díky těmto cestám se seznámil s tehdejší švédskou pirátskou europoslankyní Amelií Andersdotter, u které v roce 2012, právě ve chvíli odmítnutí ACTA, absolvoval praxi.
Při příležitosti založení Mladých pirátů Evropy v srpnu 2013 byl zvolen jejich prvním předsedou. V lednu 2014 byl, krátce před ukončením magisterského studia v oboru politologie a publicistiky na Johannes Gutenberg-Universität Mainz, zvolen v Bochumi na první místo stranické kandidátky pro volby do Evropského parlamentu.
Ve volbách do Evropského parlamentu v roce 2014 byl zvolen na kandidátní listině Pirátské strany.

## Práce v Evropském parlamentu
Dle svých slov se chce Reda soustředit v příštích pěti letech především na centrální téma pirátské politiky, tedy reformu autorského práva, k níž mimo jiné v roce 2014 proběhly veřejné konzultace Evropské komise.
Podle Redy "i postoje jednotlivých europoslanců mohou mít velký dopad na rozhodnutí většiny, pokud spolupracují s lidmi z ostatních politických skupin a zapojí občanskou společnost." Tvrdí též, že Evropská pirátská strana má potenciál stát se první skutečnou evropskou stranou, která umožní lidem dělat rozhodnutí překračující hranice národních států. Podpoří proto snahy vytvořit společnou evropskou platformu pro participativní demokracii.
Přidal se k The Greens/EFA stejně jako před ním Amelia Andersdotter. Navíc se stal místopředsedou v předsednictvu této skupiny. Za cíl si vzal větší zapojení nových stran a jednotlivců do společné práce. Poprvé se tak pirátský zastupitel dostal do vedoucí pozice politické skupiny v Evropském parlamentu.